# Piruz Nahavandi

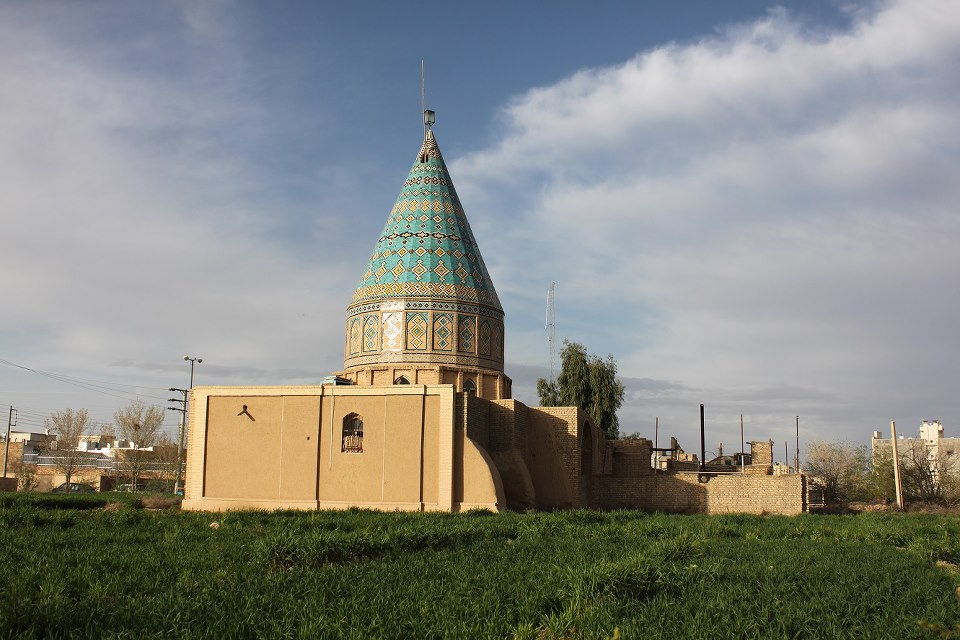
Grab von Piruz Nahavandi in Kaschan, Iran

Piruz Nahavandi (persisch پیروز نهاوندی) oder Firuz (persisch فیروز), auch bekannt als Abu' lu'lu'lah (arabisch أَبُو لُؤْلُؤَةَ) und Baba shuja al-Din (arabisch باباشجاع الدین) (* im 7. Jahrhundert; † 3. November 644) war ein persischer Soldat, der sich zum Islam bekehrte und durch seinen Mord an dem zweiten Kalifen Umar ibn al-Khattab bekannt wurde.

## Mordanschlag und Folgen
Medina, die Hauptstadt des frühen Kalifats, war für Nichtaraber normalerweise gesperrt. Als Muslim wurde Abu Lu'lu'a jedoch Zutritt gewährt, um für den Kalifen zu arbeiten. Abu Lu'lu'a stach Umar am 31. Oktober 644  mit einem Doppelklingendolch nieder, während dieser die Morgengebete leitete. Über das Motiv der Tat herrscht Unklarheit. Möglicherweise war Abu Lu'lu'a erzürnt, dass Umar eine Steuer, die Nichtarabern auferlegt war, ihm nicht erlassen wollte.
Nach historischen Berichten wurde Abu Lu'lu'a entweder in Medina gefangen genommen und hingerichtet oder beging dort Selbstmord. Als Vergeltung tötete Ubayd Allah ibn Umar (einer von Umars Söhnen) nicht nur die Tochter von Abu Lu'lu'a, sondern auch einen ehemaligen sasanidischen Militäroffizier namens Hurmuzān und Jufayna, einen Christen aus al-Hira (Irak), der als Privatlehrer einer Familie in Medina diente.
Von Schiiten wird Abu Lu'lu'a teilweise als Held verehrt. Während der Safawidenzeit wurde ihm zu Ehren eine Feier unter dem Namen Omar Koshan an seinem Grab abgehalten. Zwecks Förderung der islamischen Einheit im Iran ist diese Feier derzeit verboten.